# 莫伊特巴赫河
51°02′16″N 7°10′21″E / 51.037664°N 7.172630°E
莫伊特巴赫河（德語：Meuter Bach），是德國的河流，位於該國西部，處於北萊茵-威斯特法倫州，屬於謝夫巴赫河的右支流，河道全長1公里，流域面積0.4平方公里。